# Evangelische Kirche von Kurhessen-Waldeck
Die Evangelische Kirche von Kurhessen-Waldeck (EKKW) ist eine von 20 Gliedkirchen (Landeskirchen) der Evangelischen Kirche in Deutschland (EKD). Wie alle Landeskirchen ist sie eine Körperschaft des öffentlichen Rechts. Sie hat ihren Sitz in Kassel. Die Kirche hat rund 710.000 Gemeindeglieder in 686 Kirchengemeinden (Stand April 2024). Sie ist Mitglied der Union Evangelischer Kirchen (UEK) und der Gemeinschaft Evangelischer Kirchen in Europa (GEKE).
Bischofskirche der Evangelischen Kirche von Kurhessen-Waldeck ist die Martinskirche in Kassel.
Die Landeskirche unterhält im Schlösschen Schönburg in Hofgeismar eine Evangelische Akademie.

## Gebiet der Landeskirche
Das Gebiet der Evangelischen Kirche von Kurhessen-Waldeck umfasst im Wesentlichen den nördlichen und östlichen Teil des heutigen Bundeslandes Hessen sowie den Raum Schmalkalden im heutigen Bundesland Thüringen. Anders ausgedrückt: Sie umfasst das bis 1866 bestehende Kurfürstentum Hessen (einschließlich dessen Exklave Schmalkalden) sowie das 1929 ebenfalls in die preußische Provinz Hessen-Nassau eingegliederte ehemalige Fürstentum bzw. den Freistaat Waldeck. Der kurhessische Teil der Landeskirche entspricht weitgehend dem Gebiet des katholischen Bistums Fulda, der waldeckische einem Teil des Erzbistums Paderborn. Die niederhessischen Gebiete um Kassel sind reformierter, die oberhessischen um Marburg lutherischer und die Gebiete der ehemaligen Provinz Hanau sind unierter Konfession.

## Geschichte
Die Evangelische Kirche von Kurhessen-Waldeck wurde 1934 durch Vereinigung zweier selbständiger Landeskirchen gebildet. Dabei handelte es sich um die Evangelische Landeskirche in Hessen-Kassel und die Evangelische Landeskirche in Waldeck. Beide Landeskirchen haben ihre jeweils eigene Geschichte, auf die im Folgenden getrennt eingegangen wird:

### Evangelische Landeskirche in Hessen-Kassel

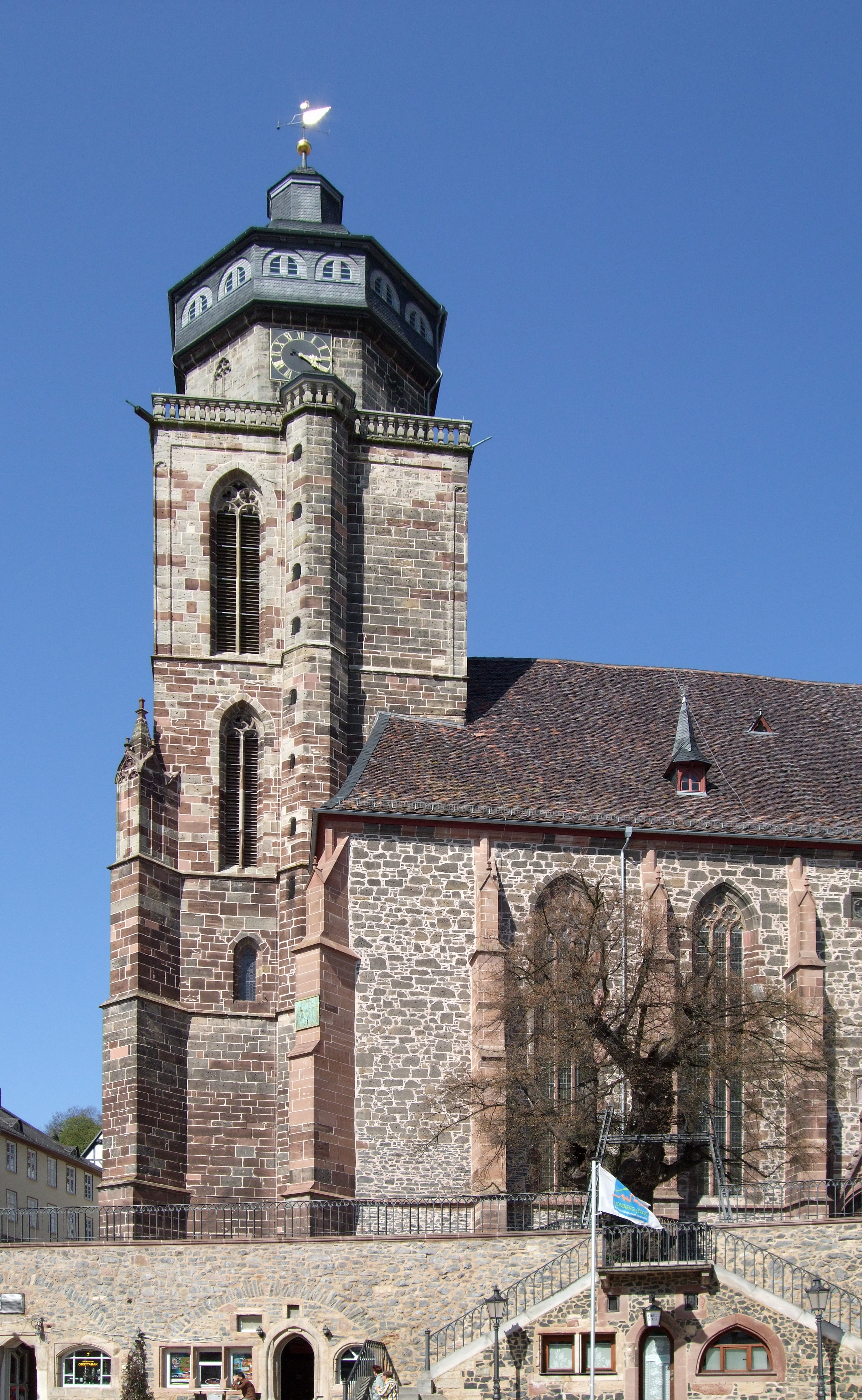
Stadtkirche in Homberg, Tagungsort der Homberger Synode im Jahre 1526

Die Evangelische Landeskirche in Hessen-Kassel ist untrennbar mit der Geschichte der Landgrafschaft Hessen-Kassel verbunden, die durch die Teilung der Landgrafschaft Hessen 1567 entstanden war. Durch Philipp den Großmütigen zunächst lutherisch geprägt, wurde durch Landgraf Moritz im Gebiet um Kassel das reformierte Bekenntnis eingeführt, nur das Gebiet um Marburg blieb lutherisch. Durch den Erwerb der Grafschaft Hanau-Münzenberg kamen weitere konfessionell gemischte Gebiete hinzu. In diesem Landesteil kam es 1818 zur Hanauer Union. Ansonsten ging der innerprotestantische Bekenntnisstreit weiter, vor allem nach der Annexion des Kurfürstentums Hessen durch Preußen 1866. Die drei ehemals kurhessischen Konsistorialbezirke Kassel, Marburg und Hanau wurden 1873 zu einem Gesamtkonsistorium in Kassel vereinigt.
Oberhaupt der Kirche in Hessen-Kassel war bis 1866 der jeweilige Kurfürst, danach der König von Preußen als „summus episcopus“. Geistlicher Leiter war ein Theologe mit dem Titel Superintendent bzw. Generalsuperintendent. Nach 1873 gab es drei Generalsuperintendenten als geistliche Oberhäupter, und zwar je einen für das lutherische, das reformierte und das unierte Bekenntnis. Die Konsistorien bzw. das gemeinsame Oberkonsistorium in Kassel wurde von einem Präsidenten geleitet.
Nach dem Ersten Weltkrieg (Wegfall des landesherrlichen Kirchenregiments) wurde eine gemeinsame Verfassung verabschiedet (1924). Das Konsistorium wurde zum Landeskirchenamt mit einem Präsidenten an der Spitze. Eine Bekenntnisunion (wie in Hanau) fand jedoch weiterhin nicht statt. Somit gibt es bis heute lutherische, reformierte und unierte Gemeinden in Hessen-Kassel, viele Gemeinden nennen sich aber nur noch evangelisch.
Oberhaupt der Kirche war ab 1924 der Landesoberpfarrer, der auch Vorsitzender der Kirchenregierung war.
Am 12. Juni 1934 wurde die Evangelische Landeskirche in Waldeck mit der Evangelischen Landeskirche in Hessen-Kassel vereinigt.

### Evangelische Landeskirche in Waldeck
Die Evangelische Landeskirche in Waldeck war die Territorialkirche der Grafschaft bzw. des Fürstentums Waldeck, zu dem seit dem 17. Jahrhundert auch die Grafschaft Pyrmont gehörte. Die Reformation war lutherisch geprägt; es gab nur drei reformierte Gemeinden. 1821 wurde eine Union zwischen den lutherischen und reformierten Gemeinden durchgeführt. Die Landeskirche blieb auch nach der Übernahme der Verwaltung des Fürstentums durch Preußen 1867 eigenständig und wurde vom jeweils amtierenden Fürsten durch das Konsistorium geleitet.
Nach dem Wegfall des landesherrlichen Kirchenregiments gab sich die Landeskirche im neuen Freistaat 1921 eine Kirchenverfassung. Die Kirche blieb weiter eigenständig, auch als 1922 das Gebiet um Pyrmont der preußischen Provinz Hannover und 1929 der verbleibende Rest der preußischen Provinz Hessen-Nassau zugeschlagen wurde. 1934 erfolgte unter nationalsozialistischem Druck die kirchliche Angliederung an die Evangelische Landeskirche in Hessen-Kassel.
Die drei waldeckischen Kreise bildeten einen eigenen Sprengel. Dessen Propst war in den ersten Nachkriegsjahren Bernhard von Haller. 1976 wurde der Sprengel mit Marburg zusammengeschlossen.

### Von der Vereinigung bis 1945

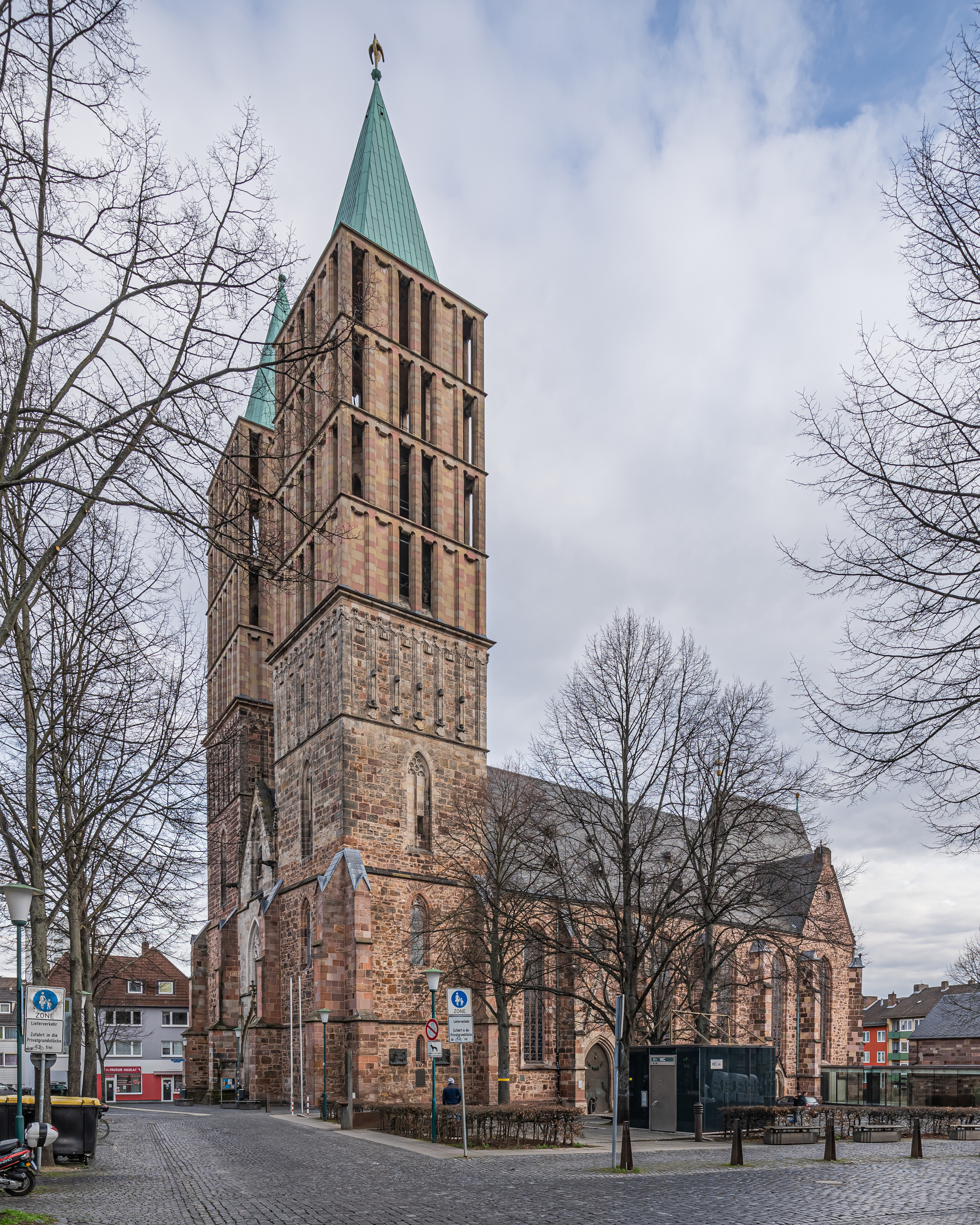
Martinskirche in Kassel, Predigtstätte des Bischofs

Im Sommer 1933 erlangten die als Kirchenpartei der NSDAP gegründeten „Deutschen Christen“ die Macht in der neugebildeten Deutschen Evangelischen Kirche (DEK) und eine Mehrheit in den Synoden der Kirchen von Waldeck und Hessen-Kassel. Sie konnten so ihren Wunsch nach einer Kircheneinteilung durchsetzen, die der Parteiorganisation der NSDAP entsprach. Am 12. Juni 1934 beschloss der Landeskirchentag der Evangelischen Landeskirche in Hessen-Kassel auf Grundlage einer Verordnung der DEK den Zusammenschluss mit der Evangelischen Landeskirche in Waldeck, allerdings ohne Pyrmont, das nun auch kirchlich der lutherischen Landeskirche Hannovers angeschlossen wurde, ebenso wie der bis 1932 hessische Kreis Schaumburg. Die neue Landeskirche erhielt ihren Namen Kurhessen-Waldeck entsprechend dem NSDAP-Gau Kurhessen, zu dem auch Waldeck gehörte. Die vor der Tür wartenden Synodalen aus Waldeck, die keinen formellen Beschluss über die Vereinigung gefällt hatten, traten der Synode bei, die sich aber schon beim nächsten Tagesordnungspunkt, dem Bischofsgesetz, zerstritt und wegen Beschlussunfähigkeit geschlossen wurde.
Eine vorgesehene Vereinigung mit den weiteren hessischen Landeskirchen, der Evangelischen Landeskirche in Hessen (Sitz Darmstadt), der Evangelischen Landeskirche in Nassau und der Evangelischen Landeskirche Frankfurt am Main scheiterte kurzfristig. Die drei anderen Kirchen bildeten 1933 die „Evangelische Landeskirche Nassau-Hessen“ (heute Evangelische Kirche in Hessen und Nassau).
Am 3. Juli 1934 erklärte die DEK die Kirchenleitung für abgesetzt, setzte einen Bevollmächtigten ein und am 16. Juli eine kommissarische Kirchenleitung. Darauf bildete sich die Bekennende Kirche unter der Leitung des Marburger Professors Hans von Soden. Zur Befriedung der Situation wurde ein Landeskirchenausschuss eingesetzt, der aus Mitgliedern aller Kirchenparteien bestand. Er wählte 1935 den Pfarrer und Leiter der Diakonischen Anstalten Hephata in Treysa, Friedrich Happich, zum Vorsitzenden. 1937 gehörte er zu denen, die Die Erklärung der 96 evangelischen Kirchenführer gegen Alfred Rosenberg wegen dessen Schrift Protestantische Rompilger unterzeichneten. Happich führte die Landeskirche bis 1945.
Nach dem Zweiten Weltkrieg wurde auf einer Notsynode in Treysa (heute Schwalmstadt) das Bischofsamt neu geschaffen und mit der Leitung des Landeskirchenamts verbunden. Zum ersten Bischof wurde Adolf Wüstemann, ein Vertreter der Bekennenden Kirche, gewählt. Der bisherige Präsident des Landeskirchenamts wurde nach der neuen Verfassung zum Vizepräsidenten und juristischen Stellvertreter des Bischofs.

### Nach 1945
Die Landeskirche förderte seit 1945 die Gründung der Evangelischen Kirche in Deutschland (EKD) und schloss sich ihr 1948 an. 1951 wurde das Evangelische Kirchengesangbuch (EKG) als erstes gemeinsames Gesangbuch für die Landeskirche eingeführt, das 1994 durch das Evangelische Gesangbuch (mit einem hessischen Regionalteil) abgelöst wurde. Eine gemeinsame Agende folgte erst 1968; seit 1999 gilt eine revidierte Agende. Gemeinsam mit den anderen evangelischen Kirchen mit Gebietsanteilen in Hessen schloss die Landeskirche 1960 einen Vertrag mit dem Land Hessen zur einheitlichen Regelung des gegenseitigen Verhältnisses und Gewährleistung der kirchlichen Eigenständigkeit und ihres Öffentlichkeitsauftrags. Nachdem die Landessynode Ende 1961 die Ordination von Frauen ermöglicht hatte, wurden 1962 die ersten beiden Pfarrerinnen ordiniert und mit Elisabeth Specht trat in Hanau die erste Frau als Gemeindepfarrerin ihr Amt an. 1967 gab sich die Kirche eine Grundordnung. 1973 unterzeichnete sie die Leuenberger Konkordie und gehört so zur Gemeinschaft Evangelischer Kirchen in Europa.

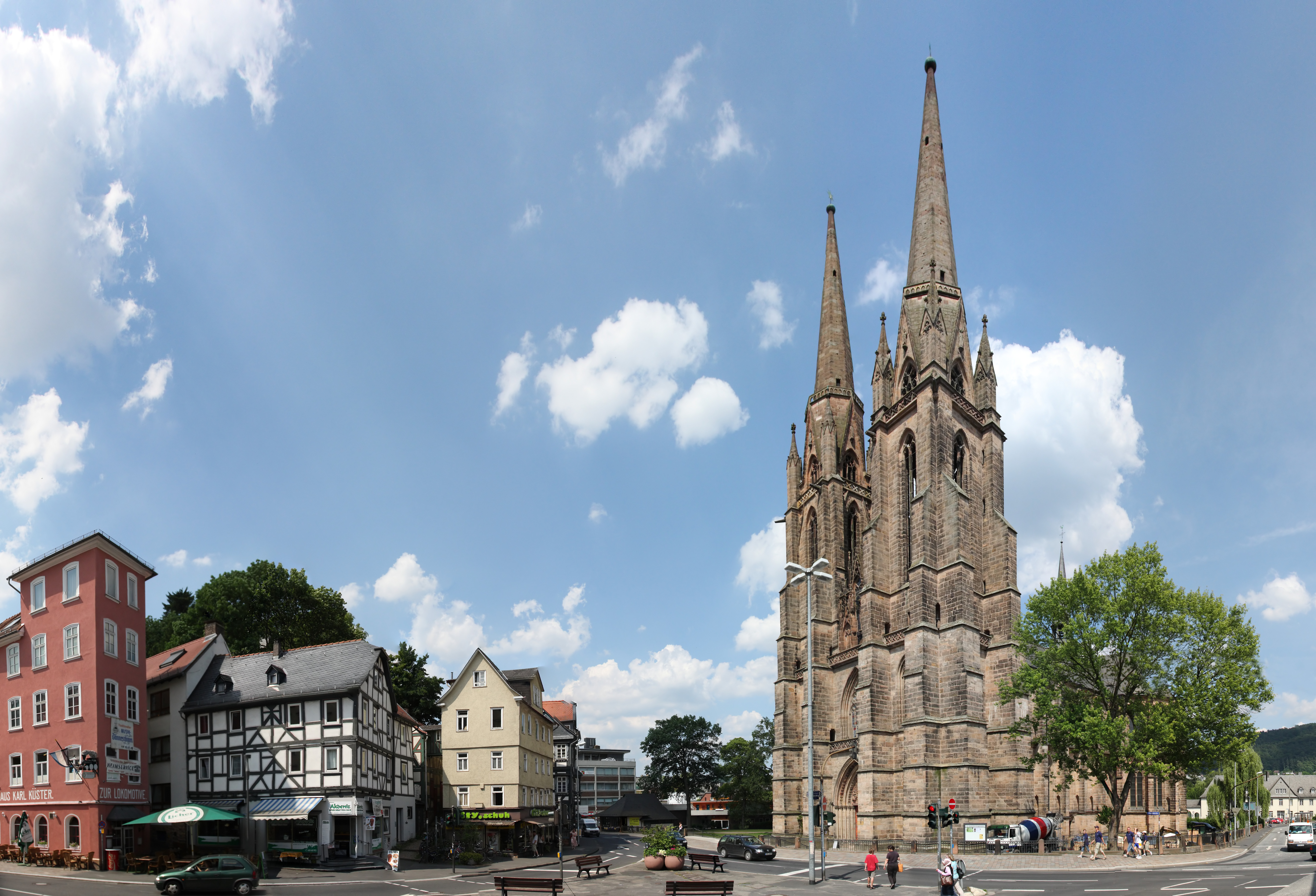
Elisabethkirche in Marburg

Das Gebiet der früheren Herrschaft Schmalkalden, das seit 1584 zu Hessen gehört hatte, war nach 1945 politisch ein Bestandteil des Landes Thüringen bzw. der DDR, verblieb aber als Dekanat bei der kurhessisch-waldeckischen Kirche. 1970 wurde das Dekanat in die Evangelisch-Lutherische Kirche in Thüringen eingegliedert. Auf Antrag der Dekanatssynode vom Frühjahr 1990 wurde diese Eingliederung 1991 wieder rückgängig gemacht; das Gebiet bildet seitdem den Kirchenkreis Schmalkalden.
2018 machte die Landessynode den Weg für die Trauung gleichgeschlechtlicher Paare im Gottesdienst frei.

## Leitung der Landeskirche

### Leitende Geistliche

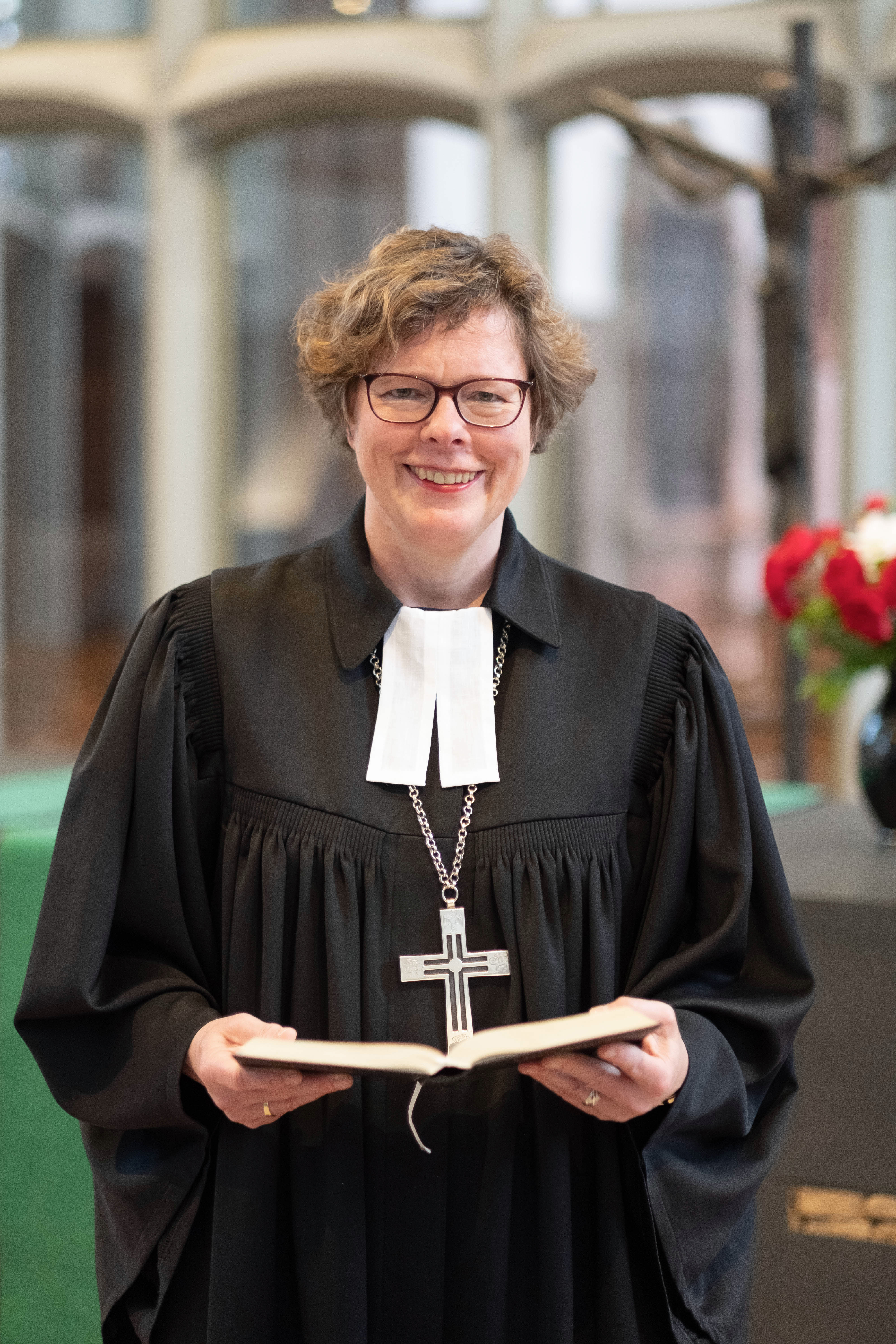
Beate Hofmann, Bischöfin der Evangelischen Kirche von Kurhessen-Waldeck seit 2019

An der Spitze der Evangelischen Kirche von Kurhessen-Waldeck steht der Bischof oder die Bischöfin, der oder die von der Landessynode auf Lebenszeit gewählt wird. Er oder sie vertritt die Landeskirche in der Öffentlichkeit und trägt zusammen mit der Landessynode die oberste Verantwortung in der Landeskirche. Nach Vollendung des 65. Lebensjahres tritt er oder sie in der Regel in den Ruhestand.
(Landes-)Bischöfe/Bischöfinnen und deren Vorgänger
Juni bis Dezember 1934: Karl Theys (von dem formal beschlussunfähigen deutsch-christlichen Landeskirchentag gegen den Widerstand der Bekennenden Kirche zum „Landesbischof“ gewählt)
1935–1945: Friedrich Happich, Vorsitzender des Landeskirchenausschusses
1945–1963: Adolf Wüstemann, Landesbischof
1963–1978: Erich Vellmer, Landesbischof
1978–1991: Hans-Gernot Jung, Landesbischof
1991–1992: Erhard Giesler, Prälat, dieser führte die Amtsgeschäfte
1992–2000: Christian Zippert, Bischof
2000–2019: Martin Hein, Bischof
2019–0000: Beate Hofmann, Bischöfin

### Landessynode
Als „Parlament“ hat die Landeskirche eine Kirchensynode, die die eigentliche Leitung der Kirche darstellt. Ihr gehören 90 Mitglieder an. Das Gros wird direkt von den Synoden der Kirchenkreise auf sechs Jahre gewählt. Ferner sind der Bischof / die Bischöfin sowie seine/ihre juristischen und theologischen Stellvertreter, also der Vizepräsident und der Prälat, Mitglieder der Synode. Darüber hinaus beruft sie 12 weitere Mitglieder, von denen mindestens 8 Laien sein müssen. Ihr Vorsitzender ist der Präses, seit Mai 2022 Michael Schneider. Schneider lehrt am Fachbereich Ev. Theologie der Goethe-Universität Frankfurt und hat dort als Studiendekan die Geschäftsführung des Dekanats inne. Die Synode tagt in der Regel zweimal im Jahr. Ihre Aufgaben sind denen politischer Parlamente vergleichbar.
Die Landessynode wählt den Bischof / die Bischöfin und entsendet aus ihrer Mitte die Mitglieder des Rates der Landeskirche. Sie erlässt Gesetze, verabschiedet den Haushalt. Die Landessynode hat in allen kirchlichen Fragen die letzte Entscheidung. Sie teilt die geistliche und rechtliche Leitung mit dem Bischof / der Bischöfin, den Pröpsten, dem Rat der Landeskirche und dem Landeskirchenamt. Alle anderen Leitungsorgane sind der Landessynode verantwortlich. Außerhalb der Sitzungen wird die Kirche von dem Bischof / der Bischöfin und dem Rat der Landeskirche, dessen Mitglieder von der Synode gewählt werden, geleitet.

## Verwaltung der Landeskirche

### Kirchenverwaltung der Evangelischen Kirche von Kurhessen-Waldeck und Verwaltungshierarchie
Der Bischof hat seinen Amtssitz in Kassel im „Landeskirchenamt der EKKW“, dessen Vorsitzender er ist. Zum Landeskirchenamt gehören theologische und juristische Dezernenten, das „Kollegium“. Der Bischof hat einen theologischen (Prälat) und einen juristischen (Vizepräsident) Stellvertreter. Letzterer ist zugleich Geschäftsführer des Landeskirchenamtes. Bis 1923 übte der Konsistorialpräsident, dann der Präsident des Landeskirchenamt dieses Amt aus. Seit 1948 gibt es den Vizepräsidenten.
Das Landeskirchenamt wirkt bei der Leitung und Verwaltung der Kirche mit und unterstützt die Kirchengemeinden, kirchlichen Werke und Verbände bei der Erfüllung ihrer Aufgaben, über die es die Aufsicht führt. In ihm arbeiten rund 150 Mitarbeiter.

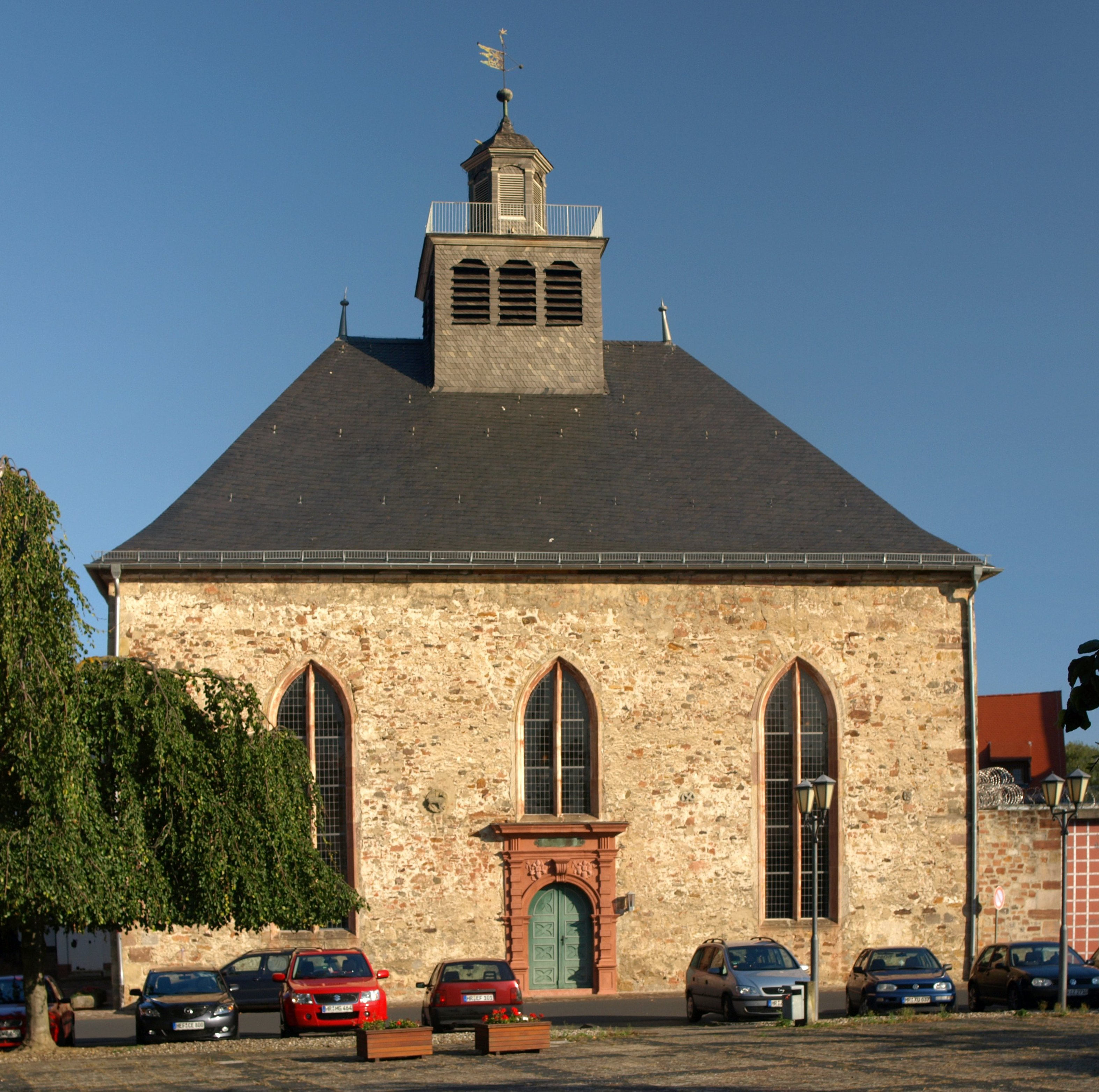
Schlosskirche in Ziegenhain

Präsidenten bzw. Vizepräsidenten des Landeskirchenamts waren von 1934 bis heute:
- 1934:–0000 Heinrich Happel, Amtsgerichtsrat, kommissarischer Präsident
- 1934–1937: Vakanz
- 1937–1941: Ernst Gerlach, Präsident
- 1942–1948: Wilhelm Lütkemann, Präsident, ab 1945 Vizepräsident
- 1948–1960: Wilhelm Jung, Vizepräsident
- 1960–1980: Armin Füllkrug, Vizepräsident
- 1980–1997: Klaus Bielitz, Vizepräsident
- 1997–2006: Friedrich Ristow, Vizepräsident
- 2006–2022: Volker Knöppel, Vizepräsident
- 2022:–0000 Katharina Apel, Vizepräsidentin

Neben dem Bischof und dem Landeskirchenamt gibt es noch den „Rat der Landeskirche“ als Verbindungsorgan der kirchenleitenden Gremien. Mitglieder von Amts wegen sind der Bischof als Vorsitzender, seine beiden ständigen Vertreter, die Pröpste und der Synodalvorstand. Acht weitere Mitglieder werden von der Synode aus der Reihe der ordentlichen Synodalen entsandt, und zwar sechs Laien und zwei Pfarrer. Der Rat kann in Zeiten zwischen den Tagungen der Synode ggf. auch Rechtsverordnungen erlassen.
In der Verwaltungshierarchie ist die Landeskirche von unten nach oben wie folgt aufgebaut:
An der Basis stehen die Kirchengemeinden als Körperschaften des öffentlichen Rechts mit gewählten Kirchenvorständen und den Pfarrern. Die Kirchenvorstände werden von den Gemeindegliedern auf 6 Jahre gewählt. Sie können bei ihren monatlichen Sitzungen auch beratende Mitglieder hinzuziehen. Hierzu gehören z. B. auch „Kirchenälteste“, das sind in der Gemeinde besonders bewährte Gemeindeglieder, die vom Kirchenvorstand in dieses Amt auf Dauer gewählt werden können. In der Praxis findet dieses Amt jedoch immer seltener Anwendung.
Mehrere Kirchengemeinden bilden zusammen einen Kirchenkreis (in der allgemeinen Verwaltung einem Landkreis vergleichbar), an dessen Spitze ein Dekan steht. Die Kirchenkreise sind ebenfalls Körperschaften des öffentlichen Rechts und haben als Gremium die Kreissynode mit einem Kirchenkreisvorstand. Die Mitglieder der Kreissynode werden einerseits von den jeweiligen Kirchenvorständen der Kirchengemeinden gewählt, andererseits gehören ihre verschiedene Mitglieder kraft Amtes an. Bis Ende 2019 gab es 24 Kirchenkreise; dann wurde die Zahl durch Fusionen auf 14 reduziert.
Mehrere Kirchenkreise bilden zusammen einen Sprengel (in der allgemeinen Verwaltung einem Regierungsbezirk vergleichbar), an dessen Spitze der Propst steht. Diese Verwaltungsebene hat kein Gremium. Die drei Sprengel bilden zusammen die Landeskirche (in der allgemeinen Verwaltung dem Bundesland vergleichbar).
Die landeskirchliche Jugendvertretung ist das Landesjugendforum der Evangelischen Kirche von Kurhessen-Waldeck. Es vertritt die Interessen der Jugendlichen im Alter von 14 bis 27 Jahren im Gebiet der Landeskirche und bezieht zu allen jugendrelevanten Fragen Stellung. Es entsendet u. a. Jugenddelegierte in die Landessynode und vertritt Kurhessen-Waldeck in der Arbeitsgemeinschaft der Evangelischen Jugend in Deutschland (aej) und der Evangelischen Jugend in Hessen (EJH).

### Übersicht der Sprengel und Kirchenkreise
Die Mitgliederzahlen für die Kirchenkreise stammen aus dem Jahr 2015.
| Kirchenkreis         | Sitz           | Sprengel       | Gemeinden | Mitglieder |
| -------------------- | -------------- | -------------- | --------- | ---------- |
| Eder                 | Frankenberg    | Marburg        | 053       | 046.955    |
| Fulda                | Fulda          | Hanau-Hersfeld | 028       | 044.185    |
| Hanau                | Hanau          | Hanau-Hersfeld | 026       | 073.714    |
| Hersfeld-Rotenburg   | Bad Hersfeld   | Hanau-Hersfeld | 073       | 075.000    |
| Hofgeismar-Wolfhagen | Hofgeismar     | Kassel         | 071       | 065.000    |
| Kassel-Stadt         | Kassel         | Kassel         | 022       | 078.805    |
| Kaufungen            | Kaufungen      | Kassel         | 033       | 068.727    |
| Kinzigtal            | Schlüchtern    | Hanau-Hersfeld | 031       | 066.000    |
| Kirchhain            | Cölbe          | Marburg        | 035       | 041.913    |
| Marburg              | Marburg        | Marburg        | 031       | 049.514    |
| Schmalkalden         | Schmalkalden   | Hanau-Hersfeld | 016       | 020.363    |
| Twiste-Eisenberg     | Korbach        | Marburg        | 060       | 042.452    |
| Werra-Meißner        | Eschwege       | Kassel         | 127       | 056.000    |
| Schwalm-Eder         | Homberg (Efze) | Marburg        | 159       | 117.000    |

### Kirchengemeinden
Die Kirchenkreise werden aus den 774 Kirchengemeinden gebildet.